# Анна Малешевска
Анна (Аника) Николова Малешевска е българска учителка, деятелка на Вътрешната македоно-одринска революционна организация и участничка в Илинденско-Преображенското въстание.

## Биография
Родена е 12 май 1884 година в град Дупница. Дъщеря е на пунктовния началник на ВМОРО Никола Малешевски и съпругата му Елена. Тя е най-голямото от шестте деца в семейството. Завършва основното си образование в Дупница. През лятото на 1898 година Гоце Делчев препоръчва на баща и да я изпрати да учи в Солунската българска девическа гимназия. В 1901 година Анна Малешевска завършва с XI випуск на гимназията. и започва да преподава в Кукуш. 
През пролетта на 1903 година влиза във ВМОРО в четата на кукушкия окръжен войвода Кръстьо Асенов. Същата година по време на освещаването на въстаническото знаме се омъжва за Кръстьо Асенов в църквата в Корнишор. През първата брачна нощ Асенов е убит от четника Мицо Големанов по заповед на Гоне Бегинин. Убиецът прави опит да застреля и Анна, но пушката му засича. След тази случка тя попада в критична ситуация и следите ѝ се губят. Нейните роднини една година след въстанието нямат вест от нея и решават, че тя е убита. Те издават некролог и правят опело. Впоследствие тя успява да се завърне в родния си дом. 
От 1905 до 1934 година Анна е учителка в училище „Отец Паисий“ в Дупница. Тук тя се запознава и свързва живота си с главния учител Асен Михайлов Мазанов – преселник от Крива паланка. Те имат две дъщери – Катя и Елена. Умира на 28 март 1941 г. в Дупница, където на нейно име има кръстена улица.